# Саличето, Гульельмо да
Гульельмо да Саличето (1210, Саличето — 1277, Пьяченца) — итальянский врач-хирург, считается одним из самых выдающихся европейских медиков своего времени.

## Биография
Гульельмо да Саличето родился в деревне Саличето в окрестностях Пьяченцы. Учился в Болонье (где, возможно, был учеником врача Уго Бургундского), получив степень доктора медицины. Это звание — Magister in physica — в то время означало знание в теоретической, а не практической медицине. Известно, что после получения степени Саличето в течение нескольких лет путешествовал по городам Италии, не в последнюю очередь из-за политической нестабильности, а затем вновь осел в Болонье, где получил ещё и степень магистра хирургии. Известно также, что впоследствии он практиковал в Павии, где между 1245 и 1248 годами встречался с императором Фридрихом II и обсуждал с ним вопросы философии и медицины. С 1269 года был профессором медицины в Болонье, с 1275 года преподавал теоретическую и практическую медицину в Вероне, в конце жизни преподавал в Павии и Пьяченце. Всего за свою жизнь практиковал в Кремоне, Милане, Павии, Бергамо и Вероне; в последнем городе, помимо преподавания, был также личным врачом магистрата.
По примеру греков и арабов он в хирургии употреблял железо и огонь, но впоследствии вернул итальянскую медицину к использованию в хирургии ножа; изобрёл методу вырезывания камня. Считается одним из основателей болонской медицинской школы, пропагандировал изучение анатомии и распространение медицинских знаний; среди его учеников был основатель французской медицинской школы Ланфранко Милано. Ему, вероятно, принадлежит трактат 1275 года «Cyrurgia», выдержавший несколько изданий в переводе с латыни с 1476 года.
Его труды: «Liber in scientia medicinali», «Lex summa conservationis» (опубликовано в 1575 году).